# Rollerball
Rollerball – urządzenie fryzjerskie, akcelerator wykorzystywany w: trwałej ondulacji, koloryzacji, kuracjach odżywczych, suszeniu włosów. Jego działanie oparte jest na świetle ultrafioletowym lub podczerwonym oraz suchym powietrzu, dzięki którym środki chemiczne od odżywiania, koloryzacji czy trwałej ondulacji wnikają głębiej i szybciej.